# Distrito de Castellane
El distrito de Castellane es un distrito (en francés arrondissement) de Francia, que se localiza en el departamento de Alpes de Alta Provenza (en francés Alpes-de-Haute-Provence), de la región de Provenza-Alpes-Costa Azul. Cuenta con 5 cantones y 32 comunas.

## División territorial

### Cantones
Los cantones del distrito de Castellane son:
1. Cantón de Allos-Colmars
2. Cantón de Annot
3. Cantón de Castellane
4. Cantón de Entrevaux
5. Cantón de Saint-André-les-Alpes

### Comunas
| 1. Allons (04005)                 | 2. Allos (04006)             | 3. Angles (04007)                  | 4. Annot (04008)                 |
| 5. Beauvezer (04025)              | 6. Braux (04032)             | 7. Castellane (04039)              | 8. Castellet-lès-Sausses (04042) |
| 9. Colmars (04061)                | 10. Demandolx (04069)        | 11. Entrevaux (04076)              | 12. Le Fugeret (04090)           |
| 13. La Garde (04092)              | 14. Lambruisse (04099)       | 15. Moriez (04133)                 | 16. La Mure-Argens (04136)       |
| 17. Méailles (04115)              | 18. Peyroules (04148)        | 19. La Rochette (04170)            | 20. Rougon (04171)               |
| 21. Saint-André-les-Alpes (04173) | 22. Saint-Benoît (04174)     | 23. Saint-Julien-du-Verdon (04183) | 24. Saint-Pierre (04194)         |
| 25. Sausses (04202)               | 26. Soleilhas (04210)        | 27. Thorame-Basse (04218)          | 28. Thorame-Haute (04219)        |
| 29. Ubraye (04224)                | 30. Val-de-Chalvagne (04043) | 31. Vergons (04236)                | 32. Villars-Colmars (04240)      |